# Альбер Тома
Альбер Тома (фр. Albert Thomas, 16 червня 1878 — 8 травня 1932) — французький міністр-соціаліст, засновник і голова Міжнародної організації праці, історик.

## Життєпис
Закінчив Вищу нормальну школу. Як соціаліст був близьким учнем Жюль Геда. У 1905—1914 рр. — співпрацював в газеті L'Humanité. У 1904 році був обраний до муніципальної ради Шампіньї-сюр-Марн. У 1910 обраний до Палати депутатів, переобраний в 1914. Був членом комісій із громадських робіт, залізницям та фінансів.
У роки Першої світової війни Тома був її затятим прихильником, займаючи соціал-шовіністичні позиції. Після початку війни йому в жовтні 1914 було доручено організацію виробництва боєприпасів. У травні 1915 він був призначений заступником державного секретаря з боєприпасів і військового спорядження, а в 1916 зайняв спеціально створену посаду міністра озброєнь Франції.
Після Лютневої революції їздив в Росію, де вів переговори з Тимчасовим урядом і Петроградською радою робітничих і солдатських депутатів, агітуючи проти виходу Росії з Першої світової війни.
У серпні 1918 року, разом із істориком Ернест Дені став ідейним натхненником створення в Парижі «Української Національної ради», яку очолив Федір Савченко.
20 серпня 1918 року французький міністр закордонних справ Стефан Пішон улаштував прийом представникам бюро Української Національної Ради, зокрема Альберу Тома та Ернесту Дені. Через два дні, 22 серпня, провідна французька загальнонаціональна газета Le Temps інформувала читачів: "Міністр закордонних справ прийняв Українську Національну Раду, яка йому була представлена особисто паном Альбером Тома та паном Ернестом Дені, професором Сорбонни. Українська Національна Рада, очолювана паном Савченком, колишнім викладачем в Російському університеті, має на меті боротися з німецькими впливами.
У 1919 році — голова Міжнародної організації праці при Лізі Націй. Обіймав цю посаду до своєї смерті у 1932 році.

## Автор праць
- Книга «Друга імперія. 1852—1870» (1907).